# Airco DH.9C
El Airco DH.9C era un biplano de transporte civil británico, de los años 20, producto de la conversión de ejemplares excedentes del bombardero biplaza diurno Airco DH.9 .

## Desarrollo y diseño
Tras la I Guerra Mundial, había un gran excedente del bombardero ligero Airco DH.9, diseñado por Geoffrey de Havilland, disponible para el emergente negocio del transporte aéreo. En un principio, los DH.9 fueron usados transportando un pasajero detrás del piloto, en la posición del artillero; en versiones posteriores, designadas DH.9B, se agregó un segundo asiento para pasajeros delante del piloto. Más tarde se instaló un segundo asiento detrás del piloto extendiendo la cabina trasera siendo designados DH.9C. Más tarde, los DH.9C fueron convertidos a que esta posición trasera se convirtiera para acomodar a dos pasajeros cara a cara protegidos por un dosel o cabina dorsal carenada. La mayoría de estos aviones de cuatro asientos tuvieron un ligero barrido para contrarrestar el cambio hacia atrás en el centro de gravedad. El primer DH.9C con cuatro plazas, (G-EAYT) recibió su certificado de aeronavegabilidad el 13 de enero de 1922. 
Los DH.9, DH.9B y DH.9C eran de dimensiones similares, con la misma envergadura y altura y solo pequeñas variaciones de longitud dependiendo del motor instalado. Eran biplanos tractores, de dos secciones con estructura de madera de abeto y fresno cubierta de tela y un fuselaje delantero al que se había agregado un revestimiento de madera terciada para aumentar la resistencia. La unidad de cola arriostrada contaba con un empenaje móvil, el tren de aterrizaje  era fijo y con patín de cola.

## Historia operacional
Fueron producidos 19 DH.9C para diferentes operadores, Reino Unido(13), Australia (3), y España (3). El último DH.9C en servicio pertenecía a la compañía Northern Air Lines con base en el aeródromo de Barton en Irwell, Gran Mánchester, y operó hasta 1932.

## Operadores
Australia
- QANTAS (3 aviones)

 Bélgica
- SNÉTA (precursor de SABENA) (1 avión)

 España
- Compañía Española de Tráfico Aéreo (CETA) (3 aviones)

 Países Bajos
- KLM (1 avión)

 Reino Unido
- de Havilland Aeroplane Hire Service (7 aviones)
- Northern Air Lines (2 aviones)

## Especificaciones técnicas
Referencia datos: Jackson, A.J., De Havilland aircraft since 1909, Putnam Publishing, London 1978 ISBN 0-370-30022-X

### Características generales
- Tripulación: 1
- Capacidad: 3
- Longitud: 9,30 m
- Envergadura: 12,92 m
- Altura: 3,40 m
- Superficie alar: 40,3 m²
- Peso vacío: 1 179 kg
- Peso cargado: 1 497 kg
- Planta motriz: 1× lineal refrigerado por agua de 6 cilindros Siddeley Puma.
  - Potencia: 198 kW (273 HP; 269 CV)
- Hélices: bipala

### Rendimiento
- Velocidad máxima operativa (Vno): 185 km/h
- Velocidad crucero (Vc): 153 km/h
- Alcance: 805 km
- Techo de vuelo: 19 000 pies (5 790 m)
- Régimen de ascenso: 3,35 m/s (660 pies/minuto)

## Desarrollo relacionado
- Airco DH.9
- Airco DH.9A
- Airco DH.9B